# Gillingham (Norfolk)
Pour les articles homonymes, voir Gillingham.
Gillingham est une paroisse civile et un village du Norfolk, en Angleterre.